# Zbrojownik
Zbrojownik, okuwka (Peristedion cataphractum) – słabo poznany gatunek morskiej ryby skorpenokształtnej z rodziny Peristediidae. Został opisany przez Linneusza w Systema Naturae w 1758 pod nazwą Trigla cataphracta. Wcześniej zaliczany był do rodziny kurkowatych (Triglidae). Nie ma większego znaczenia gospodarczego.

## Występowanie
Gatunek dawniej pospolity w Morzu Śródziemnym, rzadziej spotykany we wschodnim Atlantyku – od Angoli, wzdłuż Hiszpanii i Portugalii, po kanał La Manche. Występuje na głębokościach od 50 do 600 m, a w Morzu Jońskim do 848 m. Bytuje nad szelfem kontynentalnym, nad mulistym lub kamienistym dnem. Wpływa do wód słonawych.

## Cechy zewnętrzne

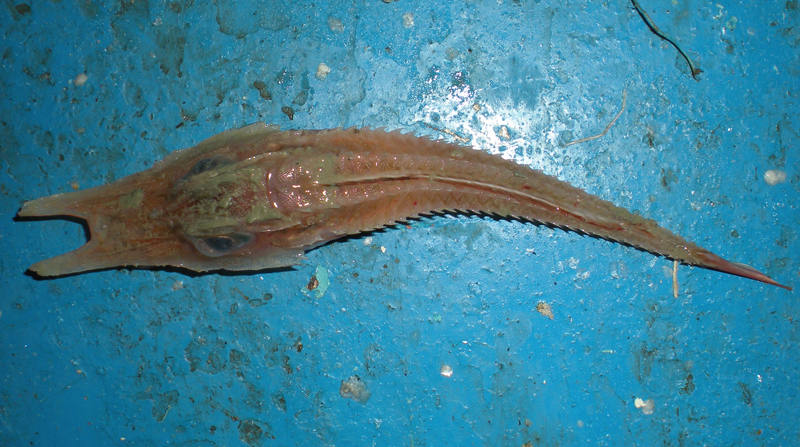
Widok z góry

Ciało zbrojowników jest wydłużone, pokryte skórno-kostnymi płytkami uzbrojonymi w kolce. Głowa duża. „Pysk wydłużony w widłowato rozdwojone rostrum” i spłaszczony grzbietobrzusznie, otoczony z boku parą krótkich i szerokich lub długich i smukłych przydatków. Otwór gębowy w położeniu dolnym. Na żuchwie i podbródku występują wąsiki. Dwie płetwy grzbietowe, bez przerwy pomiędzy nimi. Przy płetwie piersiowej znajdują się dwa wolne promienie. Ubarwienie mniej lub bardziej ciemnoróżowe do czerwonego, w partii brzusznej jaśniejsze.
Przeciętna długość ciała osobników tego gatunku mieści się w przedziale 20–30 cm (według FishBase wynosi 18 cm). Maksymalna długość całkowita wynosi 40 cm.
Opis płetw: D1 VII–VIII, D2 I/18–19, A 18–21 (27–30), V I/5.
Liczba kręgów: około 33.

## Biologia i ekologia
Biologia i zachowania zbrojowników są słabo poznane. Wiadomo, że przemieszczają się po dnie w poszukiwaniu pokarmu, ryjąc w nim za pomocą rostrum. Żywią się mięczakami i innymi bezkręgowcami. Młode dojrzewają w wodach pelagialnych, w pobliżu wybrzeży. Z wiekiem wędrują do głębszych wód.

## Znaczenie gospodarcze
Współcześnie jest to gatunek rzadko spotykany i nie ma większego znaczenia gospodarczego. Poławiany na niektórych obszarach włokami dennymi – jako przyłów.

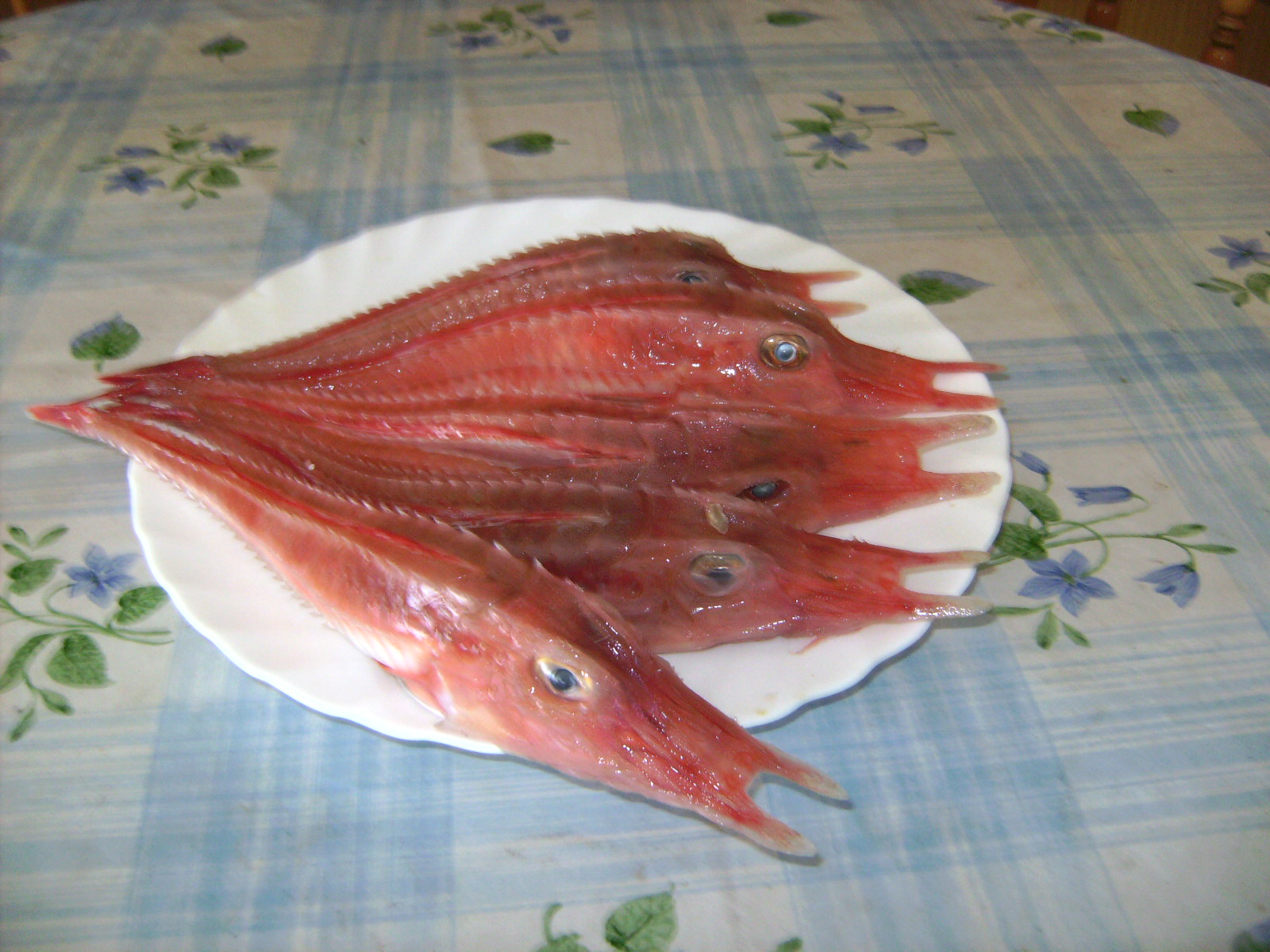
Talerz ze zbrojownikami